# King’s Disease
King’s Disease – trzynasty album studyjny amerykańskiego rapera Nasa wydany 21 sierpnia 2020 roku nakładem Mass Appeal Records.  
Na albumie wystąpili gościnnie Charlie Wilson, Hit-Boy, Big Sean, Don Toliver, Lil Durk, Anderson .Paak, Brucie B, Fivio Foreign, ASAP Ferg oraz grupa The Firm.

## Odbiór
Album spotkał się z pozytywnym przyjęciem krytyków. W serwisie Metacritic ocena albumu wyniosła 72 punkty na 100 na podstawie dziewięciu recenzji.

## Lista utworów
| Nr  | Tytuł utworu                                                | Tekst                                                                                     | Producent                                           | Długość |
| --- | ----------------------------------------------------------- | ----------------------------------------------------------------------------------------- | --------------------------------------------------- | ------- |
| 1.  | „King’s Disease”                                            | Nasir Jones • Chauncey Hollis                                                             | Hit-Boy • Corbett • J. Pelham • Pat Junior • Cyanca | 1:52    |
| 2.  | „Blue Benz”                                                 | Jones • Hollis                                                                            | Hit-Boy • Penthouse Parti • Rogét Chahayed          | 2:21    |
| 3.  | „Car #85” (gość. Charlie Wilson)                            | Jones • Charles Wilson • Hollis                                                           | Hit-Boy                                             | 3:29    |
| 4.  | „Ultra Black” (gość. Hit-Boy)                               | Jones • Hollis                                                                            | Hit-Boy • Audio Anthem • Corbett                    | 3:19    |
| 5.  | „27 Summers”                                                | Jones • Hollis                                                                            | Hit-Boy • Rogét Chahayed                            | 1:43    |
| 6.  | „Replace Me” (gość. Big Sean i Don Toliver)                 | Jones • Sean Anderson • Caleb Toliver • Hollis • Rashad Muhammad                          | Hit-Boy • Haze • Eric Choice                        | 2:51    |
| 7.  | „Til the War Is Won” (gość. Lil Durk)                       | Jones • Durk Banks • Hollis                                                               | Hit-Boy                                             | 3:22    |
| 8.  | „All Bad” (gość. Anderson. Paak)                            | Jones • Brandon Anderson • Nicholas Race • Hollis                                         | Hit-Boy • MonoNeon                                  | 3:49    |
| 9.  | „The Definition” (gość. Brucie B)                           | Jones • Brucie Robinson • Hollis                                                          | Hit-Boy                                             | 2:01    |
| 10. | „Full Circle”                                               | Jones • Anthony Cruz • Inga Marchand • Cory McKay • Robin Thicke • Hollis • Ryan Martinez | Hit-Boy • G. Ry                                     | 3:52    |
| 11. | „10 Points”                                                 | Jones • Hollis                                                                            | Hit-Boy                                             | 3:05    |
| 12. | „The Cure”                                                  | Jones • Hollis                                                                            | Hit-Boy                                             | 3:53    |
| 13. | „Spicy (utwór dodatkowy)” (gość. Fivio Foreign i ASAP Ferg) | Jones • Maxie Ryles III • Darold Ferguson, Jr. • Hollis • Derrick Grey                    | Hit-Boy                                             | 2:47    |
|     |                                                             |                                                                                           |                                                     | 38:24   |

### Inne
- Utwór "Full Circle" zawiera dodatkowe wokale Robina Thicke'a i niewymienione w spisie albumu wokale Dr. Dre[3].

### Sample[4]
- Utwór "Blue Benz" zawiera monolog Louie Rankin z filmu Belly.
- Utwór "Replace Me" zawiera interpolacje z utworu "Trip", który wykonuje Ella Mai.
- Utwór "Til the War Is Won" zawiera interpolacje z kompozycji "Agape" kompozytora Nicholasa Brittela z filmu "Gdyby ulica Beale umiała mówić".

## Personel
- Hit-Boy – inżynieria (wszystkie utwory)
- Mark "Exit" Goodchild – inżynieria (wszystkie utwory)
- Gabriel Zardes – inżynieria (wszystkie utwory)
- David Kim – miks (wszystkie utwory)
- Mike Bozzi – mastering (wszystkie utwory)
- MonoNoen – Bass (utwór "All Bad")[5]
- Harmonia Rosales – projekt okładki